# Offline-Programmierung
Die Offline-Programmierung (OLP) ist eine Methode der Programmierung von Industrierobotern, bei der das Roboterprogramm an einem von der eigentlichen Roboteranlage unabhängigen Computer erstellt wird. Unter dem Begriff Offline-Programmierung finden sich verschiedene Herangehensweisen, die von textbasierenden Ansätzen bis zu 3D-Simulationen reichen.
Das Roboterprogramm wird danach zur Ausführung auf die Steuerung des realen Industrieroboters hochgeladen. Bei der CAD-gestützten Offline-Programmierung wird die Roboteranlage durch ein grafisches 3D-Modell in einem Simulator dargestellt. Zudem gibt es Software-Lösungen, die die automatische Pfadgenerierung nach Import von CAD-Daten des jeweiligen Werkstückes ermöglichen. Heutzutage helfen OLP- und Robotersimulationswerkzeuge den Roboterintegratoren bei der Erstellung der optimalen Programmpfade für den Roboter, um eine bestimmte Aufgabe auszuführen.
Bei der Simulation des Roboterprogramms können Roboterbewegungen, Erreichbarkeitsanalyse, Kollisions- und Beinahe-Fehltreffer-Erkennung und Zykluszeitberichte einbezogen werden. OLP stört die Produktion nicht, da das Programm für den Roboter außerhalb des Produktionsprozesses auf einem externen Computer erstellt wird. Diese Methode steht im Gegensatz zur traditionellen Online-Programmierung von Industrierobotern: Bei der Onlineprogrammierung geht oft kostbare Zeit in der Produktion verloren, insbesondere wenn der gesamte Produktionsprozess für die Umprogrammierung eines einzelnen Teilprozesses angehalten werden muss. Gegenüber dem manuellen Teachen einer Anlage bindet Offline-Programmierung keine Kapazität der Produktionsanlage.
Die Zeit für die Einführung neuer Programme kann von Wochen auf einen einzigen Tag verkürzt werden, was die Robotisierung der Produktion von Kleinserien ermöglicht.